# Вложенные радикалы
В алгебре вложенным радикалом называется радикал, содержащийся в другом радикале. Например
{\displaystyle {\sqrt {5-2{\sqrt {5}}\ }},}
или более сложный пример
{\displaystyle {\sqrt[{3}]{2+{\sqrt {3}}+{\sqrt[{3}]{4}}\ }}.}
Значения всех вложенных радикалов называются выразимыми в радикалах.

## Упрощение вложенных радикалов
Некоторые вложенные радикалы могут быть упрощены. Например:
{\displaystyle {\sqrt {3+2{\sqrt {2}}}}=1+{\sqrt {2}}\,,}
{\displaystyle {\sqrt[{3}]{{\sqrt[{3}]{2}}-1}}={\frac {1-{\sqrt[{3}]{2}}+{\sqrt[{3}]{4}}}{\sqrt[{3}]{9}}}\,.}
В общем случае упрощение является сложной проблемой, если оно вообще возможно. Следующая формула позволяет произвести упрощение в случае, когда {\displaystyle R={\sqrt {a^{2}-b^{2}c}}} рационально:
{\displaystyle {\sqrt {a\pm b{\sqrt {c}}}}={\sqrt {\frac {a+R}{2}}}\pm {\sqrt {\frac {a-R}{2}}}.}
Например,
{\displaystyle {\sqrt {a\pm {\sqrt {a^{2}-b^{2}}}}}={\sqrt {\frac {a+b}{2}}}\pm {\sqrt {\frac {a-b}{2}}}\quad (|a|\geq |b|).}
В частности, для комплексных чисел ({\displaystyle c=-1}):
{\displaystyle {\sqrt {a+bi}}=\pm \left({\sqrt {\frac {\left|z\right|+a}{2}}}+i\operatorname {sgn}(b){\sqrt {\frac {\left|z\right|-a}{2}}}\right),} где {\displaystyle \left|z\right|={\sqrt {a^{2}+b^{2}}}.}

## Бесконечно вложенные радикалы

### Общие положения
В некоторых случаях бесконечно вложенные радикалы могут быть тождественны некоторому рациональному числу, например выражение
{\displaystyle x={\sqrt {2+{\sqrt {2+{\sqrt {2+{\sqrt {2+\cdots }}}}}}}}}
равно 2. Для того чтобы это увидеть, возведем обе части выражения в квадрат и отнимем 2:
{\displaystyle x^{2}-2={\sqrt {2+{\sqrt {2+{\sqrt {2+\cdots }}}}}}=x};
{\displaystyle x^{2}-x-2=0};
{\displaystyle x_{1}=2,x_{2}=-1}.
Очевидно, что {\displaystyle -1} не может являться значением исходного радикала.

### Тривиальные случаи
- Для квадратного корня:
{\displaystyle {\sqrt {a+b{\sqrt {a+b{\sqrt {a+b{\sqrt {a+b{\sqrt {\cdots }}}}}}}}}}={\frac {b+{\sqrt {b^{2}+4a}}}{2}}};
- Для корня степени {\displaystyle n}
{\displaystyle {\sqrt[{n}]{a+b{\sqrt[{n}]{a+b{\sqrt[{n}]{a+b{\sqrt[{n}]{a+b{\sqrt[{n}]{\cdots }}}}}}}}}}=x,}
где {\displaystyle x} является решением уравнения {\displaystyle x^{n}-bx-a=0}.

### Нетривиальные случаи
- Формула Рамануджана:
{\displaystyle x+n+a={\sqrt {ax+(n+a)^{2}+x{\sqrt {a(x+n)+(n+a)^{2}+(x+n){\sqrt {a(x+2n)+(n+a)^{2}+(x+2n){\sqrt {\cdots }}}}}}}}}

### Частные случаи
- Золотое сечение:
{\displaystyle \phi ={\sqrt {1+{\sqrt {1+{\sqrt {1+{\sqrt {\cdots }}}}}}}}}
- Пластическое число:
{\displaystyle \rho ={\sqrt[{3}]{1+{\sqrt[{3}]{1+{\sqrt[{3}]{1+{\sqrt[{3}]{\cdots }}}}}}}}}
- Число Пи:
{\displaystyle {\frac {2}{\pi }}={\sqrt {\frac {1}{2}}}{\sqrt {{\frac {1}{2}}+{\frac {1}{2}}{\sqrt {\frac {1}{2}}}}}{\sqrt {{\frac {1}{2}}+{\frac {1}{2}}{\sqrt {{\frac {1}{2}}+{\frac {1}{2}}{\sqrt {\frac {1}{2}}}}}}}\cdots }